# Fate/Apocrypha
『Fate/Apocrypha』（フェイト・アポクリファ）は、TYPE-MOON作のビジュアルノベルゲーム『Fate/stay night』のスピンアウト小説。著者は東出祐一郎、イラストは近衛乙嗣。TYPE-MOON BOOKSより2012年12月31日から2014年12月30日まで全5巻が刊行された。

## 概要
武内崇によると、元々は『Fate/EXTRA』と同時期に、『三国志大戦』のような色々な英雄を複数の作家に描いてもらうところからスタートしたものの、諸般の事情で頓挫してしまったオンラインゲームの企画を小説作品としてリメイクしたものである。オンラインゲーム時の一部のキャラクター設定やインタビュー記事などは『Fate/complete material IV Extra material』に収録されており、東出、近衛、真田はいずれもその時からキャラクター設定を寄稿している。「アポクリファ」の名の通り、外典という形容詞がしばしば用いられている。
TYPE-MOONエース VOL.7にて、新作シリーズとして第1話（ACT1）が発表された。この短編は結局シリーズ化はせず、本編とは一部設定が異なり、舞台は新宿。冬木の聖杯戦争は継続されており、時系列的には『Fate/Zero』で描かれた第四次聖杯戦争より後とされていた。
2012年12月31日、TYPE-MOON BOOKSのオリジナルレーベル「TYPE-MOON BOOKS」から単行本第1巻が発刊。同年冬開催のコミックマーケット83では先行販売されている。当初は全4巻を予定していたが制作の過程で1冊増えることとなり、2014年12月30日に発売された第5巻で最終巻となった。
2019年から2020年にかけて角川文庫より文庫版が刊行された。

## 世界観
第二次世界大戦前夜に執り行われた第三次聖杯戦争の最中に何者かが大聖杯を奪った結果、世界中でシステムを模した「小規模な亜種の聖杯戦争」が起きているという、『stay night』の並行世界が舞台。冬木市から大聖杯が失われているため、本作の時系列では第四次以降の聖杯戦争は発生していない。奈須きのこからは「途中まで『stay night』と同じだけど今は完全に違う世界」とされている。
決定的な分岐点は第三次聖杯戦争においてアインツベルンがどのクラスのサーヴァントを召喚したかによるもので、アヴェンジャーを召喚した結果が『stay night』やそれに近い並行世界の『Fate/Zero』の世界で、ルーラーを召喚した結果が本作品の世界である。
このため『Zero』以降の世界で第四次聖杯戦争に関わった人物たちも作品内に登場、もしくは名前が挙げられることはあるが、全員が並行世界に生きる別人であり、本作の本筋には関わらない。
小説『Fate:Lost Einherjar 極光のアスラウグ』は本作の世界で約10年後に行われた亜種聖杯戦争を舞台としている。

## ストーリー
第三次聖杯戦争の折に冬木の地から失われた大聖杯「第七百二十六号聖杯」が発見されたことから物語は始まる。大聖杯を奪い、隠匿していたユグドミレニア家はその聖杯をシンボルに掲げ、魔術協会からの離反を宣言する。
それを討伐すべく派遣された魔術協会の部隊はユグドミレニアのサーヴァントに壊滅させられてしまうが、最後の生き残りが、大聖杯の予備システムの起動に成功。これにより本来の7騎に加えてさらに7騎、計14騎ものサーヴァントを召喚することが可能になった。ユグドミレニアの7騎のサーヴァントに対抗すべく、魔術協会側の魔術師もまたサーヴァントを召喚する。
こうして、ユグドミレニア家の魔術師たちである「黒」の陣営と、ユグドミレニア家討伐のために魔術協会に雇われた魔術師集団「赤」の陣営による「聖杯大戦」がルーマニア・トゥリファスにて開始された。

## 登場人物

### 主要人物
ジーク
声 - 花江夏樹
本作の主人公。黒の陣営のサーヴァントの魔力供給源として、ユグドミレニア一族がアインツベルンの技術を用いて造ったホムンクルスの内の一体。一流の魔術回路を持つが、肉体は極めて脆弱で、当初はもってあと3年しか生きられない体であった。
ある時、自我に目覚め、自分が消耗品であることを知った恐怖から逃亡。倒れていたところを黒のライダーに助けられ、彼の友人となった。その後、黒のライダーの導きにより脱出を試みるも、追手のゴルドによって瀕死の重傷を負わされてしまう。しかし、黒のセイバーから心臓を譲渡されることで蘇生を果たし、肉体も急成長した。これによって「サーヴァントの心臓を得たホムンクルス」という異例の存在となり、ルーラーの保護下に入る。以降は命の恩人である黒のセイバーの真名ジークフリートから「ジーク」を名乗る。
その後、かつて城内で聞いた同胞のホムンクルスたちの助けを求める声を聞き届けるため、再びトゥリファスへと帰還する。その際に戦闘に巻き込まれて重傷を負うが、黒のバーサーカーが発した雷により蘇生。自らの体を英霊・ジークフリートとして使役することを可能とする特殊な令呪「竜告令呪（デッドカウント・シェイプシフター）」を左手に発現させ、3回のみ3分間限定ながら黒のセイバーとして復活を遂げる。シロウ曰く憑依の一種とのことであり、通常の人間なら英霊を一瞬でも憑依させることすら奇跡なことを、元々魔力供給源として最適化されているホムンクルスの身体に黒のセイバーの心臓を移植したことで短時間ながらも憑依させ続けることを可能にしたと分析されている。
頑固ともいえるほど意志が強く、彼のサーヴァントとなった黒のライダーや、ルーラーも一度決意した彼を翻意させることは無理だと諦めるほど。その一方で、他者の感情の機微にやや疎い面があり、よく黒のライダーを怒らせている。ライダーやルーラーからは、今後の行動については自由である旨を散々聞かされているが、強固な使命感により、黒の陣営やルーラーたちに協力して、シロウ・コトミネに強奪された大聖杯奪還作戦に参加する。
人間に強い関心と憧れを抱くと共に、無自覚ながらもルーラーと徐々に惹かれ合う。また、黒のアサシンの生前の地獄を見て、人間というモノに困惑しながら、大聖杯によるシロウの救済についても考えるようになる。
最終決戦にて赤のランサーとの一騎討ちを経た後に、赤のキャスターの宝具で心が折れかけたルーラーの元へ「会いたかった」という理由だけで彼女の元へ駆けつけ、それが彼女のジークへの想いを自覚させる。大聖杯の破壊と引き替えに消滅を覚悟したルーラーと再会を約束した後、シロウとの一騎討ちに臨み、自身に宿っていた黒のバーサーカーの宝具で勝利する。その後、令呪を使用した代償で邪竜に変貌し、起動した大聖杯を世界の裏側へと持ち去ることで「死者（サーヴァント）による救済」を阻止する。
聖杯大戦の終了後、世界の裏側でルーラーを待ち続けた末に、彼女との再会を果たした。そこで改めて彼女に告白をされその気持ちに応えると、共に星を巡る旅へと出る。
『Grand Order』ではコラボイベントとして、本編終了後からジャンヌと再会する迄の中間にあたるオリジナルストーリーが展開され、大聖杯の力で創られた彼の端末がキャスターのサーヴァントとして登場している。

ルーラー
声 - 坂本真綾
初期設定 - 奈須きのこ / 初期デザイン - 武内崇
真名は「オルレアンの乙女」と呼ばれたフランスの英雄ジャンヌ・ダルク。聖杯大戦の審判として大聖杯に召喚された、統治を司る15体目のサーヴァント。全てのサーヴァントの真名の把握、気配遮断をも無効化してサーヴァントの位置を広域索敵できるなど、審判役としての能力を有している。独立した存在として召喚される通常の召喚とは違い、肉体、霊格を含めたあらゆるものが彼女と一致するレティシアに憑依するという異常な形で現界した。そのため霊体化ができず、人間のように食事や睡眠が必要になるなどの肉体的制約を受けている。ジークに対しては自分でも気づいていない恋慕があり、そのため同じく彼に対して好意を抱いている黒のライダーと何かと角突き合わせている。
今回の聖杯大戦に言い知れぬ違和感のようなものを覚えながらも、自身の使命を全うすべく戦場へと赴く。当初は調停者として中立の立場を貫いていたが、シロウ・コトミネによる大聖杯強奪が起こるとイレギュラーを認め、事実上黒の陣営の戦力として参陣する。旗の宝具「我が神はここにありて（リュミノジテ・エテルネッル）」は普段は武器として扱っており、真名解放によって聖なる守りを展開する。この宝具と規格外の対魔力スキルにより、黒のアサシンの宝具の効果を真っ向から打ち消すことができる。そして最後の切り札として、第二の宝具にして一度発動すれば自らを滅ぼす概念結晶武装「紅蓮の聖女（ラ・ピュセル）」を持つ。
黒のキャスター討伐後、ジークを意識するようになっていき、思わず「ジャンヌ・ダルクとしての自分」が魅力的かを質問してしまったこともある。
聖杯大戦終盤において、赤のキャスターの策略によって自らのジークへの想いを暴露され、心が折れそうになったところに現れたジークによって彼への愛を自覚し、その後大聖杯を破壊すべく「紅蓮の聖女」を発動する。しかし、破壊には至らずにレティシアの身体から消滅してしまう。
聖杯大戦の終結後、彼女の魂は邪竜となったジークのいる世界の裏側にたどり着き、再会を果たした。そこで、これまで秘めていた気持ちを告げて共に星を巡る旅へ出る。
レティシア
声 - 坂本真綾
ルーラーが憑依しているフランス人の女学生。容姿はルーラー本人と瓜二つ。ルーラーの一般知識や聖杯大戦以前の記憶などは彼女の物が用いられている。男性は苦手のようだが、基本的には善人。ルーラーが消滅したり、聖杯大戦が収束した時点で、彼女の肉体は速やかに回復・治療される。また、自身が危険地帯にいる場合は、安全な場所に強制転移されることになっている。
表層に出てくることはあまりないものの、ルーラーとは意識を通じているらしく、ルーラーがジークに好意を抱いていることも半信半疑ながら気付いていた。当初はルーラーが憑依している間に抱いたジークへの感情が自分の物だとも思っていたが、彼女の消滅と共に本当の意味でジークを愛していたのはルーラーの方だったと悟り、黒のライダーに見送られてフランスへと帰っていった。

シロウ・コトミネ
声 - 内山昂輝
赤のアサシンのマスター。聖堂教会から派遣された監督役を兼任する若き神父。コトミネ姓は養家である言峰家の姓であり、養父は既に他界、義兄とは交流を断っている。聖杯大戦を利用して己の大望を成就せんとし、目的のためならば他人から必要な要素を躊躇なく奪い、敵対者は逡巡なく駆逐するという強靭な決意の持ち主。
大戦開始直後より、獅子劫を除く赤の陣営のマスターを懐柔しており、彼らのサーヴァントを事実上支配下に置いている。その後、大戦は終結したという虚言で令呪・マスター権を合法的に奪取。そしてルーラーを断固として排除すべき障害と見なしており、彼女を消し去るためにあらゆる手段を講じている。
その正体は人間ではなく16体目のサーヴァント。第三次聖杯戦争にてアインツベルンが召喚したルーラーのサーヴァント、天草四郎時貞である。第三次聖杯戦争では堅実な立ち回りで終盤まで勝ち残るが、ダーニックらによって大聖杯が奪われたことで聖杯戦争が崩壊。かろうじて大聖杯に触れ受肉していたことで、監督役の言峰璃正の支援を受けて養子の立場を手に入れ、60年もの間次なる聖杯戦争を待ち続けていた。聖杯に掛けるその執念とも言える願いは「全人類の救済」だという。
生前に多くの奇跡を成したという両手が昇華された宝具「右腕・悪逆捕食（ライトハンド・イヴィルイーター）」と「左腕・天恵基盤（レフトハンド・キサナドゥマトリクス）」を持つ。古今東西のあらゆる魔術基盤に接続することにより、あらゆる魔術の行使を可能とする万能鍵。また本来は消費魔力の膨大さ故に使用不可能だが、マスターとは別に何らかの形で魔力供給路が確立されている場合は霊脈へと接続し、腕の魔術回路に過剰な魔力を加えて暴走させることで擬似的な暗黒物質を精製することも可能。劇中ではルーラーの「紅蓮の聖女」に対抗するため、右腕に大聖杯の膨大な魔力を叩き込むことで「右腕・零次集束（ライトハンド・ビッグクランチ）」を発動している。『FGO』ではカルデアからの魔力供給路が確立されている状況下ゆえ両腕で発動する「両腕・零次集束（ツインアーム・ビッグクランチ）」を使用している。

### 黒の陣営
魔術協会を離反した魔術師一門・ユグドミレニアの陣営。彼らは衰退した、或いは歴史の浅い魔術師達の連合であり、扱う魔術もカバラ、ルーン、錬金術、ウィッチクラフトと幅広いジャンルを駆使する。しかし、ダーニックやフィオレなどを除いて二流の域を出ない者が大半である。一族全員のミドルネームは、ユグドミレニアに参加（吸収）される前の家名であり、魔術刻印も統一されていない。
聖杯大戦の最中に長であるダーニックを含むマスター3人が死亡し、結果的に聖杯を得ることもできず、戦後処理を経てユグドミレニアは解体されることになった。

#### 黒のマスター
ダーニック・プレストーン・ユグドミレニア（Darnic Prestone Yggdmillennia）
声 - 檜山修之
黒のランサーのマスター。97歳。魔術協会のはぐれ魔術師を束ね、吸収してきたユグドミレニア一族の長。かつて時計塔では元素転換の講師をしていたが講師としての手腕は不評。しかし政治的な手腕にはこの時点で長けており、最高位の「王冠（グランド）」の階位に就き「八枚舌のダーニック」という異名で呼ばれていた。
黒のキャスターのゴーレムに必要とされる、高価かつ貴重な八百年級の宝石と羊皮紙を魔術協会に察知されずに大量に仕入れる程の独自ネットワークを構築しており、組織運営に非常に高い才能を見せる。そのうえ魔術協会はおろか聖堂教会にも血族を忍ばせ諜報を行わせていることもあり、ユグドミレニアの脅威が魔術協会に露呈することは自ら宣言するまでなかった。
また大魔術として魂を自らの糧にするという呪法を編み出している。しかし、サーヴァントでも器のホムンクルスでもないために魂の融合によってダーニック自身の人格は徐々に失われるリスクを抱えている。それ故に過去三回しか魂の融合は行っていない上に現在では適合が六割を切っており、次に行えば成功してもダーニックは自分がダーニックという誰かの記憶を持った何者かになると確信している。
かつては冬木の第三次聖杯戦争にマスターの一人として参戦。その際に大聖杯をナチスと共に強奪し、ルーマニアに隠匿してきた。今回の聖杯大戦を勃発させた黒幕と言える人物。年齢は97歳だが、魂を融合させる禁術で肉体は20代から30代の瑞々しさを保っている。
サーヴァントであるランサーには「領王（ロード）」（アニメ版では「王」）として傅いているが、内心では魔術師らしく使い魔と見下している。
大聖杯が空中庭園に奪われ、奪還のために空中庭園に乗り込んだことで知名度とスキルの恩恵を失ったランサーが追い詰められると、隠していた本性を露わにし温存していた全ての令呪を使用してランサーが自他共に発動を禁じていた「鮮血の伝承」を強制的に発動、２画目で「大聖杯を手に入れるまで生き続けろ」と命じて自決を封じ、３画目で「我が存在をその魂に刻みつけろ」と命ずると同時に魂を自らに融合させる禁術の応用で吸血鬼化したランサーに寄生した。本来器でもない人間が英霊を完全に取り込むなど令呪をもっても不可能であり、禁術の反動でダーニックとヴラド三世の人格が混在しながらもそれらの人格が消えそうになる苦しみに喘ぎ、２画目の令呪でそれを強引に防いでいる状態となる。宝具と令呪、禁術の作用によってダーニックの聖杯への妄執と一族の悲願に吸血鬼の本能が入り交じった化け物と化してしまったことで、聖杯に願望をかければルーマニアが一晩で地獄と化す危険な状態を招いたために、ルーラーの令呪を受けた全てのサーヴァント達の総攻撃を受けるが、それらを振り切って大聖杯に肉薄する。しかし、待ち伏せていたシロウに驚愕、吸血鬼の弱点がそのままであったために黒鍵と洗礼詠唱を受けて浄化され、灰になり消滅する。

フィオレ・フォルヴェッジ・ユグドミレニア（Fiore Forvedge Yggdmillennia）
声 - 赤﨑千夏
黒のアーチャーのマスター。19歳。ダーニックの後継者とされる可憐な印象の少女。降霊術と人体工学において類い希な才能を見せる一族中でも随一の傑物。独自のアレンジを加えて作り出した数々の「接続強化型魔術礼装（ブロンズリンク・マニピュレーター）」は三流の魔術師でも一流を仕留めると言われる程の逸品。自身も携帯を使うために弟がパソコンを使う点については特に咎めておらず、良好な関係を築いている。両足にある魔術回路の変質により歩行ができず、車椅子生活を強いられている。魔術回路に影響を与えることなく歩行能力を取り戻すという願いを聖杯に抱く。古びた一本の矢から黒のアーチャーを召喚する。
幼い頃、父が連れてきた犬が降霊術の実験台という目的が分からずにペットとして可愛がっていたが、一週間後に父が降霊術の失敗例として死なせてしまう。幼い彼女はその場で最適な解答をした後にカウレスと共に犬を埋葬した後に泣き出してしまった。その後、犬に関わる品を全て処分して降霊術を失敗することはなかった。しかし、犬の死後しばらくは肉を食べることが出来ず、カウレスが手を握ってあげないと眠ることすら出来ないほどに犬の死がトラウマとなっており、降霊術の成功も犬のようになるのが怖いのではなく、犬を思い出すのが怖いからであった。
ダーニックの死後、後継者としてユグドミレニア家を率いていかねばならない立場となるが、上述のトラウマを含め、魔術師として非情になり切れない人格と精神的な脆さから当主には不向きなのではないかとカウレスと黒のアーチャーから心配されている。その心配は黒のアサシン襲撃の際に不覚を取るという形で表面化し、アサシン戦後はカウレスの説得に応じて魔術師としての生を捨て、刻印とフォルヴェッジ当主の資格を独断でカウレスに譲り渡す。
大戦終結後はこれまで魔術師としての人生を送ってきた関係から一般人としての生活に不慣れなため、生活を補助するホムンクルスと共にルーマニアを去った。アニメ版では両足のリハビリに励んでいる様子が描写された。

カウレス・フォルヴェッジ・ユグドミレニア（Caules Forvedge Yggdmillennia）
声 - 小林裕介
黒のバーサーカーのマスター。フィオレの弟で、18歳。扱う魔術は召喚術。魔術の才能に恵まれる優秀な姉と違い凡庸で、マスターに選ばれてしまった事を渋々受け入れている。魔術自体は好きだが、魔術のために平然と他人を犠牲にするような非人道的な魔術師の在り方を嫌う、良くも悪くも魔術師らしからぬ青年。しかし、心構えという意味ではフィオレより完成しており、彼女のトラウマになっている犬の末路を彼は理解していたが、犬の死後のフィオレの姿を知っているので彼も複雑な感情を抱いている。自室には魔術の研究器具以外にパソコンが置かれており、「魔術師も現代の情報技術に対応しなければならない」という考えから現代技術に精通し、セレニケはそれに一定の理解を示している。「理想の人間」の人体図を触媒に黒のバーサーカーを召喚する。
黒のバーサーカーとの絆は確かなもので、戦いの中でやむなく自爆宝具の使用を指示したことを幾度となく悔いていた。バーサーカー脱落後は後方支援に徹していたが、ダーニック没後は姉の補佐として活躍。フィオレが自身より圧倒的に優れた魔術師である事は理解していたが、その性格が魔術師として不向きである事を見抜き、彼女と話し合ってフォルヴェッジ家当主の座と魔術刻印を譲り受ける。
聖杯大戦終結後は、人質兼監視対象として時計塔に入学させられ、さらにその後はエルメロイⅡ世の教室に転属して、彼の教導を得ることとなる。
『ロード・エルメロイⅡ世の事件簿』では別世界（『stay night』寄りの世界）の彼がカウレス・フォルヴェッジ名義で「case.魔眼蒐集列車」より登場。エルメロイ教室に所属し、電気系統の魔術の素質を見出されている。

ゴルド・ムジーク・ユグドミレニア（Gordes Musik Yggdmillennia）
声 - 大川透
黒のセイバーのマスター。36歳。かつてはアインツベルン家にも並ぶと評されたが現在は没落しつつある錬金術の名家・ムジーク家の継承者。血に染まった菩提樹を触媒にして黒のセイバーを召喚した。未だに過去の栄光と血筋に固執した傲慢な男だが、魔術師としては優秀で、魔力のパスの分割というシステム干渉を実現した。また外交手腕に長けているという一面もある。
初期に自分のサーヴァントとのコミュニケーションを放棄したことが祟り、愚かな失態を繰り返すこととなる。自己犠牲のための自害という形でサーヴァントを失い、黒陣営の中での立場も失ってからは自己嫌悪から自暴自棄の日々を過ごす。しかしジークやホムンクルスたちとの対話でいくらか吹っ切れたのか、ひねくれた態度を取りながらも彼らのサポートをすることを決意した。「空中庭園」襲撃の際にはただ一人ミレニア城塞の守備として残留し、魔術協会への降伏や周辺勢力への調停を担当する。
聖杯大戦終結後はホムンクルスの面倒を見ながら、自分と同じになった息子の再教育を決意している。
魔術の系統としては錬金術を習得しており、「変成鉄腕」による組成変換で強化されたパンチを放つ。

セレニケ・アイスコル・ユグドミレニア（Celenike Icecolle Yggdmillennia）
声 - 石上静香
黒のライダーのマスター。26歳。黒魔術による他者の呪殺を生業とする女魔術師。一般的な魔術師とは違い、電子機器を介した呪いの研究を行うなど現代文明に対しての忌諱感は薄い。怜悧な美貌を持つ妙齢の美女。他者を傷付け、虐げることに悦びを覚える残忍な人物で、全身から血腥さを漂わせている。液状の染みが残されたガラス瓶を触媒に黒のライダーを召喚する。そのライダーの清廉さと美しさに心奪われており、彼に歪んだ執着を見せる。
ユグドミレニアの一員でありながら、一族の悲願に興味を持たず、唯一我欲を優先させ、ライダーを男娼として愛でるだけで聖杯大戦の勝利になど関心はない。黒のライダーが入れ込んでいるジークを逆恨みし、ライダーを苦しめるだけのために令呪を使ってまでジークを殺害させようと目論むが、乱入してきた赤のセイバーに首を落とされ死亡する。

ロシェ・フレイン・ユグドミレニア（Roche Frain Yggdmillennia）
声 - 加藤英美里
黒のキャスターのマスター。中性的な印象の13歳の少年。一族の中では最年少に当たるが、やや大人びた口調でダーニックとも対等に話す。若くして人形工学（ドール・エンジニアリング）の分野で名を馳せる魔術師。彼の一族は生まれた子供の養育をゴーレムに任せ、刻印の移植が可能になるまで一度も顔を合わせることをしない、という魔術師の中でも特に異色な教育を受けて育てられたため、父母の顔は覚えていないのに、自分を世話したゴーレムは形状の一つも残さず記憶しているという人間に興味を持たない人格を形成してしまった。それは如何なる魔術師であろうと例外ではなく、彼にとっては一般人と大差は無い。だが唯一の例外として、ゴーレムの大家である黒のキャスターだけは尊敬を込めて「先生」と呼んでいる。
しかしロシェの黒のキャスターへの敬意と関心はゴーレム作成の手腕に対してのみ向けられていたもので、彼の人間性や願いの本質を理解していたわけではなかった。その結果、信頼していた黒のキャスターの裏切りに遭い、宝具の炉心として利用されて死亡する。

六導玲霞（りくどう れいか）
声 - 中原麻衣
黒のアサシンのマスター。
のんびりとした性格だが、極端に"冷静"な思考をしている。魔術師ではないが、本来アサシンを召喚した相良豹馬によって生贄にされかかっていたところを、アサシンの意思によってマスターとして選ばれた。その際に相良豹馬を尋問した後に殺している。聖杯大戦の趨勢にもユグドミレニアにも知識も関心もなかった彼女が聖杯大戦に身を投じたのは、アサシンの願いを叶えるためである。魔術師ではないことから、魔力の供給は一切できない代わりに、一般市民に溶け込むことを可能としている。
並外れた行動力を持っており、相良豹馬を殺した後に彼の残した資料から魔術と聖杯戦争の知識を得て、短期間で整えた準備のみでルーマニアへ移動。その後、自分が行えないアサシンへの魔力供給を自身が囮になることでおびき寄せた悪人の魂を喰らわせることで補い、そのうち現地の警察の動きが活発になり始めるとすぐさま移動する。それを繰り返すうちにアサシンとのコンビは、新聞でジャック・ザ・リッパーの再来と報道されるまでに至っているが、尻尾を掴ませることなくトゥリファスへと徐々に移動していく。
大戦中盤にアサシンとともにトゥリファスに紛れ込んで黒の陣営に混乱を与えるものの、ルーラーの介入によりアサシンが劣勢になると共に撤退し、その最中に赤のアーチャーによって射殺される。今際の際に残った令呪でアサシンの生存を願った。
パイロット版では主人公として登場。新宿で娼婦をしていた23歳の女性と設定されている。

相良豹馬（さがら ひょうま）
ユグドミレニアの魔術師の一人。生贄を用いる防護魔術を得意としている。その基盤は西洋魔術の他、日本の呪術も用いられている。新宿で黒のアサシンを召喚したが、生贄として用意していた六導玲霞にマスター権が発生する結果を招いてしまい、アサシンによって殺害された。その際、玲霞に聖杯大戦や魔術師としての情報を与えており、その後玲霞は豹馬の工房内でおおまかな魔術世界の知識を習得している。物語本編には登場せず、番外編「ツークツワンク」にて登場。
また、時間軸設定の不整合などから本編とは扱われないが「似たようなことがあった」とされているパイロット版の設定によると、新宿で「ヒカル」の源氏名で職業ホストとして働いていた青年で、得意とする魔術は暗示や潜伏などとされている。

#### 黒のサーヴァント
黒のセイバー
声 - 諏訪部順一
初期設定 - TYPE-MOON / 初期デザイン - KN
胸元と背中が開いた鎧に身を包み、大剣を携えた威風堂々たる騎士。真名はニーベルンゲンの歌に登場する大英雄ジークフリート。強敵との死力を尽くした戦いを望み、戦場での嘲笑を良しとせず、義を重んじる高潔たる英雄。真名を明かすことで致命的な弱点が露呈することを恐れたゴルドによって普段は喋ることを禁止されている。生前から他者の頼みを聞き続けてきたため、ゴルドの指示を承諾するが、意志の疎通を放棄するこの命令がゴルドとの相互理解を妨げることになってしまった。
セイバーに相応しい高い剣技による攻撃と不死身の肉体による鉄壁の防御を兼ね備え、それを活かした攻撃を受ける事を前提とした捨て身の戦法を取る。生前に竜血を浴びることで得た、セイバーのクラスの保有スキル対魔力と引き替えにした常時発動型の宝具「悪竜の血鎧（アーマー・オブ・ファヴニール）」により、Bランク以下の攻撃を無効化し、Aランク以上でも僅かな傷しか負わないほどの堅牢さを発揮する。それ自体が対魔力スキルの役割をも果たしているが、伝承の通り背中のみその効力は無効化されている。もう一つの宝具は、大剣を中心とした半円状に拡散する黄昏の波を放つ「幻想大剣・天魔失墜（バルムンク）」。竜殺しの特性を持つこの剣は聖剣と魔剣の両方に属するものであり、竜の因子を持つ者にはより効果を発揮する。
逃亡したホムンクルスの捕縛命令に従おうとした結果、ホムンクルスは瀕死の傷を負ってしまう。そのことに慟哭する黒のライダーを見て生前の後悔を繰り返すところだった己を恥じ、ホムンクルスを救うために自身の心臓を与えて消滅した。アニメ版では最期に立ち会ったルーラーに助けたホムンクルスの保護を託し、彼女から「最も優しい英雄」と評されている。

黒のランサー
声 - 置鮎龍太郎
初期設定 - 虚淵玄 / 初期デザイン - 前田浩孝
漆黒の衣裳を纏った男。真名は串刺し公と畏怖されたワラキアの領主ヴラド三世。当時最強の軍事力を誇っていたオスマン帝国の侵攻を幾たびも退けた護国の大英雄。
ユグドミレニアの長であるダーニックによって召喚され、黒の陣営のリーダーとなる。魔術協会への宣戦布告として、ユグドミレニア討伐に派遣された魔術師50人を僅か30秒で全滅させる。信仰心に篤い人格者であり、一旦敵と見なした者には容赦なく対処するが、味方の見解や意見を尊重し、付き従うものには寛大な態度で接する。ダーニックからは「領王（ロード）」と呼ばれ、事実上離反したアサシンを除く黒のサーヴァント達も臣下のように従っている。
聖杯への願いは「吸血鬼ドラキュラ」として汚された自身の名誉の復権。聖杯大戦の地がルーマニアであるため、知名度による恩恵で戦力強化だけでなく英雄としての側面も強調されている。
聖杯大戦の二ヶ月前に召喚され、固有スキル「護国の鬼将」によって自身の能力を高める領土を構築している。この固有スキルの効果と知名度補正により戦闘能力は破格のものを誇る。宝具は「護国の鬼将」によって領地化された大地から大量の杭を出現させ、敵を串刺しにする「極刑王（カズィクル・ベイ）」。ただし、ひとたびルーマニアから出てしまえば知名度と「護国の鬼将」による恩恵も失われて吸血鬼の側面のみが強調されるようになり、「極刑王」の破壊力も含めて戦闘能力が極端に下がってしまう。
また、他の能力を捨てる代わりに多くの伝説に伝わる吸血鬼ドラキュラの姿に変貌するというもう一つの宝具「鮮血の伝承（レジェンド・オブ・ドラキュリア）」を有しているが、これの使用で固有スキルや「極刑王」を失う代わりに全てのステータスが向上し、吸血鬼の強力な特性を身につける。一方で日光や聖印に弱いという吸血鬼特有の弱点も抱えてしまうので、彼自身は「人の王としての誇りのないただの化け物」に成り下がるとしてこれを酷く忌み嫌い、絶対に使用しないと公言している。
赤の陣営との決戦のさなか、空中庭園に奪われた大聖杯を取り返すために赤のランサーと対峙するが、知名度とスキルの恩恵を失っていたことで追い詰められ、追って来たダーニックの令呪によって強制的に「鮮血の伝承」を発動させられてしまう。約束を違えたダーニックを殺害するが、死の間際の2画目の令呪で自決も封じられた上に最後の令呪とダーニックの禁術で「聖杯を求める怪物」と化してしまう。宝具、令呪、禁術すべての影響を受けてサーヴァントでなくなったために槍と「極刑王」を失うが、心臓を赤のランサーの槍で破壊されても死なない上に蝙蝠や犬への変身能力、霧に変化する身体、更に赤のライダーをも圧倒する戦闘力とその守りをも貫通して眷属とする吸血能力を得た怪物となり、ダーニックの妄執と吸血鬼の眷属を増やす本能が入り交じった上にダーニックとヴラド三世の人格も混在して精神も破綻。ルーラーの令呪によって居合わせた全てのサーヴァントから排除の対象とされるが、それら全てをなんとか振り切って大聖杯に迫る。しかし、待ち伏せていたシロウによって浄化され、灰となり完全に消滅してしまう。
『Fate/EXTRA』のヴラド三世は「武人」、本作のヴラド三世は「王」としての貌を持つ。『Fate/Grand Order』では本作のヴラドが「鮮血の伝承」を常時発動した姿となる、吸血鬼であることを受け入れたバーサーカーのサーヴァントとして登場する。

黒のアーチャー
声 - 武内駿輔
小説版で追加されたサーヴァントの一人。広大な森のような清冽な気配を持つ青年。真名はギリシア神話に登場する半人半馬の怪物ケイローン。多くの英雄達を育ててきたケンタウロス族の大賢者。本来は神を両親に持つ神霊だが、不死性を捨てたことで完全な「神性」を失い、英霊として召喚可能になっている。本来の姿では真名が容易に露見してしまうため、一部ステータスの低下を代償に人の姿で召喚された。誰に対しても礼儀を持って接する好青年で、常に柔らかな物腰を崩さない。
黒の陣営では参謀役を務め、マスターだけでなく、サーヴァント達からの信頼も厚い。自身のマスターのフィオレとは教師と教え子という良好な関係を築けている。赤のライダーとは生前に深い関わりがあり、さらに「神性」のスキルを所有しているため、黒の陣営では唯一彼にダメージを与えることが可能。また、多くの英雄を育てた経緯から弓術だけでなく、格闘戦にも長けている。
夜空に燦然と輝く射手座の原型である彼は、世界で最も有名な弓使いであり、弓の使い手として最高水準の能力を持つ。また神々から様々な智慧を授かり、医神と謳われたアスクレピオスを育て上げた彼もまた熟練した医術の知識を心得ており、専門外であるはずのホムンクルスの状態を正確に把握し、彼の余命まで診断する。また、戦術眼も極めて高く、黒のランサーから前線の指揮を任されている。宝具は彼が射手座のモデルになった逸話から取られ、一度弓を射た後に矢が流星となって降り注ぐ時間差攻撃の形をとった対人宝具「天蠍一射（アンタレス・スナイプ）」。赤のライダーとは肉弾戦での決闘に応じ惜敗するが、戦闘前に予め発動されていたこの宝具によって、結界解除後の消滅間際にライダーの不意を突いて弱点である踵を狙撃する。

黒のライダー
声 - 大久保瑠美
初期設定 - 近衛乙嗣・星空めてお / 初期デザイン - 近衛乙嗣
派手に着飾った中性的な美少年。真名はシャルルマーニュ十二勇士随一の美丈夫アストルフォ。好奇心の塊で理性が蒸発しているとまで言われた騎士で、自由気ままで自分の心の赴くままに素直に行動する、傍迷惑だが善良な人柄をしている。能天気かつうっかり屋な性格だが、助けを求めるものは決して見捨てず、体躯も筋力も圧倒的に上回る赤のバーサーカーに一歩も怯まない純正の英雄でもある。
どこで伝承が歪められたのか可憐な少女にしか見えない少年という外見だが、これはかつて戦友であり「狂えるオルランド」と呼ばれたローランを静めるためと主張している。その見た目とステータス欄隠蔽の影響で、ルーラーは彼を女性だと思っていたが、そのため入浴中の彼の所に無造作に立ち入ってしまい、強烈なショックを受ける羽目になった。
自我を持ってしまったホムンクルス（ジーク）を助けたことで友人となり、その逃亡に尽力する。その後、マスターのセレニケが赤のセイバーに倒された為に肉体が消滅しかけるが、ジークをマスターとして再契約を行うことで現界が維持される。
聖杯大戦が終結した後、ジークが邪竜となって世界の裏側へ旅立ってからも契約の繋がりは残ったまま現界し続けている。レティシアを見送った後にカウレスから身分証明を受け取り、これまで出会ったサーヴァント達に縁のある地を巡る旅に出ることになる。
本人の戦闘能力は俊敏性に特化しておりそれ以外は並以下。しかしながらそれなりに強力な宝具を多数有することでその欠点を補っている。自身の愛馬であり、真名開放によって一時的な次元転移を行う幻獣「この世ならざる幻馬（ヒポグリフ）」、触れた相手の膝から下を強制的に霊体化させて転倒させる黄金の馬上槍「触れれば転倒！（トラップ・オブ・アルガリア）」、その音色で周囲の敵を一掃する角笛「恐慌呼び起こせし魔笛（ラ・ブラック・ルナ）」を所有。他にも、所持しているだけで魔術を打ち破るという「魔術万能攻略書（ルナ・ブレイクマニュアル）」も存在しているが、真名を忘れてしまっている。3巻冒頭のサーヴァント紹介欄では黒のライダーの項目だけ色々と落書きされているが、これは彼がこの宝具の力で干渉しているからで、マスターやルーラーにもこう見えている。なお、スキル「理性蒸発」が一時的に無効化される新月の夜の間のみ、その宝具の真名「破却宣言（キャッサー・デ・ロジェスティラ）」の解放が可能となる。この本自体が強力な対魔力スキルを有し、本来はDランク相当である自身の対魔力をAランクにまで引き上げている。

黒のキャスター
声 - 宮本充
小説版で追加されたサーヴァントの一人。青いマントとボディスーツ、無貌の仮面で身を隠した男性。一人称は「僕」。偏屈な厭世家で、必要以上の言葉は一切喋らない。マスターであるロシェからは尊敬の念を込めて「先生」と呼ばれる。
真名は十一世紀のスペインの哲学者アヴィケブロン。カバラという魔術基盤を産み出し、魔術師の歴史に大きな影響を残した人物。ゴーレムを極めた魔術師であり、「陣地作成」スキルによって形成された工房でゴーレムの量産を行っている。生前のキャスターが作ることの叶わなかった宝具「王冠 - 叡智の光（ゴーレム・ケテルマルクト）」の鋳造を至上の目的とする。
もともと陣営の勝利や聖杯は彼にとって重視する事柄ではなく、宝具完成のために黒陣営を裏切ってシロウに付く道を選んだ彼は、ロシェを炉心として利用することで宝具の起動に成功。キャスター自身は黒のアーチャーの狙撃で深手を負い、自らを「王冠・叡智の光」に融合する形で消滅した。「王冠・叡智の光」は「原初の人間（アダム）」の模倣である巨大ゴーレムで、存在するだけで周囲を「楽園（エデン）」へと書き換え続ける自律式固有結界。放置すれば最終的には完全なる不死身になると言われており、ルーラーと黒陣営、特に黒のセイバーと赤のセイバーの連携攻撃によって速やかに撃破される。
自分に尊敬を向け、弟子のように振る舞うロシェに悪い感情を持っていたわけではないが、自らの生涯を掛けた悲願と比べれば優先するほどではないと考えていた。そして彼が「人間嫌いであるはずのアヴィケブロンがロシェに先生と呼ぶことを許した理由」「忙しいはずのアヴィケブロンがわざわざ機会を見つけてはロシェの世話をしゴーレム鋳造の極意を教え導いていた目的」など、自分の真意を見抜けたはずなのに見抜こうとしなかった姿勢を嘆いていた。しかし、それでもマスターであり弟子でもあるロシェを裏切った後味の悪さだけは、次の登場作品である『Fate/Grand Order』なども含め、未来永劫残り続ける結果になっている。

黒のバーサーカー
声 - 野中藍
初期設定 - 星空めてお / 初期デザイン - 岡崎武士
白いドレスを着た虚ろな瞳の少女。真名はヴィクター・フランケンシュタインの生み出した人造人間フランケンシュタイン。可憐な少女の姿をしており、伝説上の醜い大男とは全く異なる容姿にカウレスも戸惑うほど。「狂化」のランクが低いため、言語能力は失われているものの高度な思考能力を有し、単純なコミュニケーションなら取ることができ聖杯大戦の次を想定している等、狂戦士のサーヴァントとしては極めて冷静沈着で思慮深い。聖杯への願いは「自分と同じ存在の伴侶を得ること」。
固有スキル「ガルバニズム」によって生体電流と魔力の自在な転換、および蓄積が可能。魔風、魔光など実体のない攻撃を瞬時に電気へ変換し、周囲に放電することで無効化する。また蓄電の量に応じて肉体が強化され、ダメージ修復も迅速に行われるようになる。
宝具は彼女の心臓とも言える放電流を纏う戦槌「乙女の貞節（ブライダル・チェスト）」。周囲の余剰魔力を吸収し、ほぼ永久機関的に戦い続けることが可能。全力で行動するとたちまち魔力を枯渇させるバーサーカーのクラスのサーヴァントにとって非常に便利な宝具で、魔術師として力量が不足気味のカウレスの助けにもなっている。切り札として二つ目の宝具「磔刑の雷樹（ブラステッド・ツリー）」を有するが、その威力はさることながらいわゆる自爆攻撃であり、発動すると自身は確実に死を迎える。ただしその雷が残る限り、彼女は生き続けると設計図には記されているという。
赤のセイバーとの激突で苦戦を演じ、令呪のバックアップを得て捨て身の「磔刑の雷樹」を敢行して消滅。しかしセイバー自身が令呪の加護によって難を逃れたため、ダメージこそ与えたものの撃破することはできなかった。代わりにその際に生じた雷が、生命活動を停止していたジークに何らかの影響を与え、黒のセイバーとして彼を蘇生させるに至る。なお、彼女の「磔刑の雷樹」は低い確率で第二のフランケンシュタインを生む可能性があり、それが彼女の伴侶になると言われている。

黒のアサシン
声 - 丹下桜
初期設定 - 東出祐一郎 / 初期デザイン - 真田茸人
露出度の高い黒い水着のような格好の幼い少女。真名はジャック・ザ・リッパー。純粋だが残忍な性格で、頭の回転の早さは外見によらないものがある。本作においてその正体はロンドンで虐げられ、あるいは堕胎された子供たちの怨霊の集合体とされており、強烈な帰胎願望を持ち、女性のマスターに対しては「おかあさん」という三人称を、自分のことは「わたしたち」という複数形の一人称を用いる。召喚地はロンドンが最適地であったが、敵対勢力である魔術協会のお膝元であるため代替として日本の新宿で召喚された。マスターである玲霞が魔術師ではないので魔力供給が行えず、代わりに彼女が悪人として殺してもいいと許可した人間の魂を喰らって魔力を補給している。その後は聖杯を得るためにルーマニアへ移動し、両陣営双方のサーヴァントとマスターを倒すために暗躍する。
宝具は毒性の強い硫酸の霧を発生させる結界宝具「暗黒霧都（ザ・ミスト）」および、「夜である」「霧が出ている（暗黒霧都のものを含む）」「対象が女性である」という三点を満たしている状態で使用すると、相手を強制的に解体された死体とする呪いの宝具「解体聖母（マリア・ザ・リッパー）」の2つ。物理防御ではなく呪いの耐性によって効果が軽減されるためサーヴァント相手の威力はマスターに依存するが、特に魔術師・マスターなどの人間に対する必殺性は非常に高い。
最高ランクの「気配遮断」の弱点である「攻撃時のスキルランク低下」を夜間時に確実に先制できる「霧夜の殺人」スキルで補えるために非常に高い精度の奇襲を行う上、伝承の「ジャック・ザ・リッパー」が正体不明であることから戦闘終了後に姿を消すと各能力や容姿に関する情報がマスター、サーヴァントの記憶から失われる「情報抹消」のスキルも持つため、対策は非常に困難。
その「暗殺者」アサシンのサーヴァントとして極めて相性の良い能力によってミレニア城塞を夜襲し、黒の陣営を混乱に陥れる。しかし一対多の状況によって敗色が強まったために撤退。その途中で赤のアーチャーによってマスターを喪い、更に霊核が破壊されたことで怨霊としての本性が解き放たれてしまい、ルーラー・ジーク・赤のアーチャーを取り込み、具現化された子供たちが物として消費される近世ロンドンの街の光景によりジークや赤のアーチャーを苛む。既に正体不明の「ジャック・ザ・リッパー」の伝説に取り込まれたために救済が不可能となっていたことから、毅然とアサシンの在り方は悪であると断じざるを得なかったルーラーによって浄化されるが、その残滓は赤のアーチャーに呪いの一つとして残ることになった。
『Fate/strange Fake』ではバーサーカーとして登場するが、「ジャック・ザ・リッパーの伝説」そのものの有り方という不定形の別の存在である。しかし、少女として具現化しようとすると当作のジャック・ザ・リッパーの姿に限定されてしまう。
今後、ジャック・ザ・リッパーの正体が明かされても人々の間で「ジャック・ザ・リッパーの伝説」が信仰されている限りは姿形は固定されることはない。

### 赤の陣営
魔術協会の要請によって黒の陣営に対抗するために組織された陣営。魔術協会のほか、聖堂教会もこちらの陣営に与している。

#### 赤のマスター
シロウ・コトミネ

獅子劫界離（ししごう かいり）
声 - 乃村健次
赤のセイバーのマスター。32歳。七代続く魔術師一族の後継者。聖杯大戦に向けて魔術協会が雇ったフリーランスの死霊魔術師（ネクロマンサー）。用心深い性格で常に笑顔を忘れない好漢だが、顔の疵痕、剃刀のような目つき、筋骨隆々とした肉体と相当の強面で、魔獣から剥いだ皮で仕立てたジャケットを羽織っている。賞金稼ぎとして様々な修羅場を駆け抜けてきた人物で、血と火薬の濃厚な臭いを漂わせているが、自身の威圧感をあまり理解しておらず、周囲が自分を恐れる反応をすることに関して、自分に対する扱いはやや不当ではないのか、と不思議がっている。
戦闘に特化した「魔術使い」で、無銘の水平二連式散弾銃を武器とする。撃針部などに呪術的な処理が施されており、弾丸である一撃必殺の魔弾「指弾」はガンドと死霊魔術を組み合わせて製造されている。また、ベルフェバンから前金として貰ったヒュドラのホルマリン漬けから、強力な殺傷力を持つダガーを作り出すなどその手の力量も高い。
魔術協会の重鎮にして知己のロッコ・ベルフェバンからの依頼で、ユグドミレニア討伐と大聖杯の確保、そして自らの願いを叶えるために聖杯大戦へ参加する。円卓の破片を触媒にセイバーを召喚し、赤の陣営のマスターとして参戦するが、セイバーと共に味方であったはずのシロウと赤のアサシンの危険性を見抜き、共闘を拒否し単独行動を取る。なお赤の陣営のフリーランサー5人とはいずれも面識がある。
過去に先祖が交わした契約の代価により子供が作れない身体で、獅子劫家は界離の代で絶える宿命を負ってしまっている。かつていた養子の少女も魔術刻印を移植した時点で死亡しており、魔術師としての後継者を作ることは決してできない。聖杯に掛ける願いはその呪いの除去。
最終決戦にて赤のアサシンをセイバーに任せた後、ヒュドラの毒を浴びてしまい死を悟る。自らの元に戻ってきた赤のセイバーと共に煙草を吸いながらこれまでの人生と戦い・夢を語らい、息を引き取った。
アニメ版『ロード・エルメロイⅡ世の事件簿』においても別世界（『stay night』寄りの世界）の彼が登場している。

フィーンド・ヴォル・センベルン
赤のランサーのマスター。魔術の最高学府・時計塔の一級講師。赤のマスターの魔術協会直属の魔術師として、トゥリファスへ派遣される。
彼を含む獅子劫以外の赤のマスターは全てシロウの統制下に置かれており、サーヴァントのマスター権こそ手放してはいないが指揮権を全面的に譲っているため事実上聖杯大戦からは未然に除外されている。
赤のアサシンの毒によって心神喪失状態にされ、自分たちはシロウの教会で安楽を貪っていると錯覚させられていたが、決戦の際に赤のランサーの計らいによって黒の陣営に保護されるようになっている。
ロットウェル・ペルジンスキー
赤のアーチャーのマスター。「銀蜥蜴（シルバーリザード）」の異名を持つ、フリーランスの魔術師。フィーンドらと共にトゥリファスへと派遣される。
ジーン・ラム
赤のキャスターのマスター。「疾風車輪」の異名を持つ、フリーランスの魔術師。
ペンテル兄弟
「結合した双子（ガムブラザーズ）」の異名を持つ、フリーランスの魔術師。
兄のデムライト・ペンテルは赤のバーサーカーのマスター、弟のキャビック・ペンテルは赤のライダーのマスター。

#### 赤のサーヴァント
赤のセイバー
声 - 沢城みゆき
小説版で追加されたサーヴァント。ブリテンの円卓の木片から獅子劫が召喚した白銀の鎧を纏った仮面の騎士。真名は円卓の騎士の一人にして父であるアーサー王に反旗を翻した叛逆の騎士モードレッド。仮面の兜に隠された素顔は20代にも年齢が届いてない小柄な少女なのだが、本人は女扱いされることをかなり嫌悪しており一人称も「オレ」である。気性が荒く傲岸不遜な性格で、過剰なまでに自信に溢れておりその剣技も荒々しいが、一般人を巻き込むことを嫌う高潔さも持ち合わせる。自分こそが王に相応しかったと証明するため、「選定の剣に挑戦させて欲しい」という願いを抱いて聖杯大戦に参加する。父と同じく、『魔力放出』や『直感』のスキルを保有スキルとして獲得している。
宝具はアーサー王から簒奪した白銀の宝剣「燦然と輝く王剣（クラレント）」と、その全力解放である「我が麗しき父への叛逆（クラレント・ブラッドアーサー）」。赤い稲妻を放つ直接攻撃系の対軍宝具であり、セイバーの憎悪によって属性を変質させ、邪剣と化してしまっている。普段はステータス隠蔽の効果を持つ宝具「不貞隠しの兜（シークレット・オブ・ペディグリー）」で自身の素性を隠しており、これを解除しなければ「我が麗しき父への叛逆」は使用できない。
最終決戦で赤のアサシンの霊核に致命傷を負わせたるが、自身も限界を迎える。同じく死にゆく界離と共に己の夢について語り合い、自らの本当の望みを理解したために、選定の剣への未練を振り切ると共に互いの健闘を分かち合い、彼の最期を看取った後に消滅した。

赤のランサー
声 - 遊佐浩二
初期設定 - 奈須きのこ / 初期デザイン - pako
肉体と一体化したかのような黄金の鎧を纏う青年。真名はインドの叙事詩「マハーバーラタ」に登場する不死身の大英雄カルナ。Fateシリーズ全体を通して圧倒的な存在である英雄王にも匹敵すると言われる、赤陣営最強のサーヴァント。自らのマスターに仕えることを第一義とし、シロウ麾下のサーヴァントたちの中ではシロウの方針に従いつつも、唯一本来のマスターへの義理を果たそうとしている。慎ましくも誇り高い性格であり、敵であろうとその手練は賞賛する。
空中庭園では黒のセイバーとの決着という前提条件の下で参戦し、ジークとカウレスに本来のマスターたちの命を救うよう頼み、カウレスからは黒のセイバーに変身したジークを彼の時間制限までに倒せなければ見逃す協定を交わし、激戦の末に、赤のライダーの盾を受け取った黒のライダーの参戦が決め手となって敗北する。その後に未来へ向かうジークと互いに敬意を払い、自らの戦いに満足して消滅していった。
装備している黄金の鎧「日輪よ、具足となれ（カヴァーチャ＆クンダーラ）」は最高レベルの防御力を持つとされる宝具。また「梵天よ、我を呪え（ブラフマーストラ・クンダーラ） 」という対国宝具や「日輪よ、死に随え（ヴァサヴィ・シャクティ） 」という対神宝具を有している。
同時期に発売された『Fate/EXTRA CCC』にも登場している。

赤のアーチャー
声 - 早見沙織
初期設定 - 茗荷屋甚六 / 初期デザイン - 唖采弦二
翠緑の衣装を身につけた、野性味と気品を併せ持つ少女。真名はギリシア神話に登場する純潔の狩人アタランテ。生前の自身の不幸な体験から子供たちへの強い慈愛の志を持っており、聖杯に託す願いは「全ての子供たちが幸福に暮らせる世界」の実現。
彼女のマスターはシロウたちによって召喚される前から傀儡と化しており、以後、マスターとの「仲介人」を名乗るシロウの思惑で行動することになってしまったが、シロウが大聖杯を強奪して大勢が傾くといよいよ前マスターを見限り、シロウのサーヴァントとして活動する。
黒の陣営への斥候をしていた際にマスターともども射殺した黒のアサシンの暴走に巻き込まれた時にルーラーが幼いアサシンの思念を切り捨てる選択をした事に激昂し、以降はそれまでの冷静さを失ったかのようにルーラーの命を狙う。空中庭園では憎悪に支配され、自身を忌み嫌っていた魔獣に変えてまでルーラーを討とうするが、乱入した赤のライダーと相討ちになり、自分が何をすべきだったのかをライダーに問いかけ共に消滅する。
アルテミスの加護を受けた狩猟の達人。神域に達した弓術の技量と俊足を持ち、引き絞れば引き絞るほど威力が増し、彼女本来の筋力値を大幅に超える力を矢に宿す弓「天穹の弓（タウロポロス）」を用いて戦う。宝具は天に向けて矢を放ち神の加護を得る事で、空から大量の矢の雨を降らせる「訴状の矢文（ポイボス・カタストロフェ）」。そして、かつて自身が仕留めた、アルテミスが遣わした猪の毛皮を纏う事で、理性を失い「天穹の弓」を封じられる代わりに強大な戦闘力と環境に応じた変化能力を得られる呪いの宝具、「神罰の野猪（アグリオス・メタモローゼ）」を持つ。『Fate/Grand Order』に登場するバーサーカー・アタランテ〔オルタ〕は、宝具による変身状態をベースとしたものとなっている。この時の宝具は「天穹の弓」自身に取り込んで全魔力を注いだ一撃を放ち、喰らった相手を粘着質の「闇」に取り込み、強制的に同化させる「闇天蝕射（タウロポロス・スキア・セルモクラスィア）」。

赤のライダー
声 - 古川慎
小説版で追加されたサーヴァントの一人。偉容を誇る鎧を身に纏った陽気で荒々しい美丈夫。真名はギリシア神話に登場する英雄アキレウス。赤のランサーに匹敵する大英雄と言われ、オリンポスの神々からの祝福（呪い）により、高位の神性を保有する者以外の攻撃を無効化する不死の能力が下記する宝具の一つとして備わっている。
シロウを信用しておらず、特に王族で傲慢な赤のアサシンとの仲は非常に険悪だったが、大聖杯強奪後は形勢がほぼ確定したために、無力化した前マスターはほぼ見限ることになる。
同郷である赤のアーチャーを「姐さん」と呼んで慕っており行動を共にしている。生前に自らを育ててくれた黒のアーチャーとは強い因縁の元にあり、一騎討ちでの戦闘を強く望んでいる。
黒のライダーを凌ぐ強力な宝具を多数所持する。主戦力としては三頭の馬が牽引する戦車の宝具「疾風怒濤の不死戦車（トロイアス・トラゴーイディア）」があるが、英霊召喚と同等レベルであまりに魔力消耗が激しすぎると言う欠点がある。しかしそれを使わずとも元から強力な敏捷性をさらに大幅強化する宝具「彗星走法（ドロメウス・コメーテース）」が発動するため、弱点であるアキレス腱以外に不死属性を付加する宝具「勇者の不凋花（アンドレアス・アマラントス）」の加護と相まって、他のサーヴァントを戦闘にて圧倒しうる。また同じく「疾風怒濤の不死戦車」から降りる事で使用できる槍の宝具「宙駆ける星の穂先（ディトレコーン・アスケール・ロンケーイ）」は一騎討ちを目的とした空間を展開するという、固有結界に匹敵する大魔術を発動させる。作中では自身で使う事はなかったが、鍛冶の神ヘパイストスが鍛え上げた、赤のライダーが見てきた世界を具象化した結界宝具の盾「蒼天囲みし小世界（アキレウス・コスモス）」は対城・対国・対神宝具すら防ぎ切る破格の防御力を誇る。
槍の空間は黒のアーチャーとの決闘に用い、彼との約定に従って盾の宝具を黒のライダーに貸し与えた。決闘自体には勝利したものの、その空間を解いた後に予め発動されていたアーチャーの宝具によって踵を狙撃され、勇者の不凋花と彗星走法の効果を失う。その後、暴走する赤のアーチャーと相討ちになり、彼女の願いを認めつつも諭しながら消滅する。

赤のキャスター
声 - 稲田徹
初期設定 - 賀東招二 / 初期デザイン - 倉花千夏
中世ヨーロッパ風の洒脱な衣装を身に纏った伊達男。真名は16世紀のイギリスの劇作家ウィリアム・シェイクスピア。一人称は「吾輩」。ことあるごとに自作品の台詞を引用して喋るほど自己顕示欲が強い典型的なナルシスト。自らの「物語」への欲から赤のバーサーカーを暴走させ、味方を窮地へと平気で追いやるトラブルメーカーだが、それはどのような手段を以てしても最高の『物語』を目撃することを至上の目的としているため。それ故に善悪に興味も無く、シロウ達の理想が多くの命を踏み躙るものであっても一向に構わない。その性格のため、本来のマスターを裏切り、シロウへのマスター変更にも応じている。
キャスターでありながら魔術師としての技術は全く持ち合わせていないが、歴史に名高い大文豪たる彼が執筆を行う事で発動するスキル「エンチャント」によってあらゆる物を宝具に匹敵する概念武装へと変えられる（ただし元の素材によってランクは上下する模様）他、宝具「開演の刻は来たれり、此処に万雷の喝采を（ファースト・フォリオ）」は「劇団」と呼ばれるものによって存在しないはずの人間を呼び出すことが出来、能力の再現までは不可能ながらサーヴァントの召喚さえも事実上可能としている。この宝具は対象に肉体的ダメージではなく「精神的ダメージ」を負わせることを目的とするが、相手が何者か分かっていなければ意味をなさない。よって、ルーラーとして「真名看破」のスキルを持つシロウとの連携で最大の効果を発揮することになる。
空中庭園ではルーラーと対峙、宝具を最大限に活用して彼女の人生をなぞった演目と召喚したジル・ド・レェによってルーラーのジークへの愛を徹底的に抉り、一時的に完全に戦意を失わせた。
その後ジークとシロウの決戦後の光景を書斎から見届けながら圧倒的スピードで物語を執筆。邪竜となり飛び立つジークの姿を見ると同時に「最新作」を完成させ、自室が崩落した際に「主役は自分が演じたかった」と言い残して落下し消滅した。

赤のアサシン
声 - 真堂圭
初期設定 - TYPE-MOON / 初期デザイン - 森井しづき
退廃的な雰囲気を漂わせる美女。真名はアッシリアの女帝セミラミス。聖杯大戦においてシロウによって召喚され、彼と共に獅子劫を除いた赤のマスター達を傀儡とし、彼らのサーヴァントを使って暗躍している。シロウと共に、彼と己の大望を果たすためにユグドミレニアの持つ大聖杯を奪わんと策謀を巡らす。その尊大さと得体の知れなさから、赤のアーチャー、ライダーからは不信感を抱かれており、赤のセイバーに至っては「いけ好かない母（モルガン）と雰囲気が似ている」として完全に敵視されている。
シロウに対しては表立ってはシロウを利用するという形で協力し、聖杯の力で女帝として再び君臨する事を望んでいるが、赤のキャスターや赤のライダーなどにはシロウに含む所があるのではないかと看破されている。
『二重召喚（ダブルサモン）』という稀有なスキルを有し、アサシンとして召喚されながら本来のキャスターが持ち得るはずだった能力も併せ持ち、宝具である巨大な浮遊要塞「虚栄の空中庭園（ハンギングガーデンズ・オブ・バビロン）」を完成させて空中からの城塞攻撃を決行し、ユグドミレニアの城塞から大聖杯を引き抜く。また虚栄の空中庭園、その玉座の間でのみ発動可能なあらゆる毒を生成する宝具「驕慢王の美酒（シクラ・ウシュム）」により赤のセイバーを死地に追い込む。だが赤のセイバーの奇策によってマスターの援護を可能にされてしまい、対毒血清と令呪のサポートを受けた一撃により霊核を砕かれる。
消滅するまでの僅かな時間もシロウのために黒のライダーの足止めを引き受け、ジークとシロウの一騎打ちの後は倒れた彼に再び膝枕をしてあげながらキスをした後、最期を看取った。その直後にいつも最期を看取る側だった事を無念に思い起こしながら消滅する。

赤のバーサーカー
声 - 鶴岡聡
初期設定 - 虚淵玄 / 初期デザイン - 寺田克也
全身に数え切れないほどの傷跡を持つ、筋骨稜々とした巨漢の戦士。真名はトラキアの剣闘士であり第三次奴隷戦争の指導者スパルタクス。常に微笑を浮かべ、敵の攻撃を敢えて受けながら敵を殺戮する戦いぶりは、味方にすら不気味さを感じさせるほど。
味方の制止を物ともせず「圧政者に立ち向かう」という本能のみを己の行動原理としている真の狂人。言葉を話すことが可能で一見正常に見えるが、『狂化』スキルのランクがEX（評価規格外）となっており、意思の疎通は基本的に全く成立し得ないうえ、令呪も2画消費しないと効果を発揮しない。
グラディウスによって強烈な衝撃波を生み出すほどの重い斬撃を放つ。パンクラチオンそのものの戦い方も行い、3メートル近いゴーレムを苦も無く放り投げ、素手で木っ端微塵に砕くほどの怪力を持つ。また驚異的な耐久力を誇り、相手の攻撃を必ず受けてから反撃に移る。宝具はその耐久性を活かし、ダメージの一部を魔力に変換して体内に蓄積できる常時発動型宝具「疵獣の咆吼（クライング・ウォーモンガー）」。
赤のキャスターに唆されたことで単身で黒の本拠地に突撃を掛けた結果、黒陣営に捕縛され、尖兵として利用されてしまう。赤のアーチャー、ルーラーらとの戦いの中、宝具によって再生と強化を繰り返し続け、異形の怪物へと変貌を遂げる。そしてついに溜め込んだ魔力が限界を迎えると、戦場そのものを更地に変えるほどの一撃を放ち、全ての魔力を使い切って消滅した。

### その他の聖杯大戦関係者
アルマ・ペトレシア
トゥリファス教会のシスター。聖堂教会から派遣されてユグドミレニアの監視を続けてきた。トゥリファスの中立地帯としてルーラーが寝食のために寄宿する。
トゥール
声 - 寿美菜子
黒の陣営によって鋳造された戦闘用ホムンクルスの一体。見た目は少女のようだが、戦闘能力は高く、喋り方もぶっきら棒。ミレニア城塞での戦いの後、生き残ったホムンクルスのリーダー格となる。当初は名称はなかったが、後にゴルドによって命名された。
アルツィア
黒の陣営によって鋳造されたホムンクルスの一体。魔術に通じるため、ルーラーたちとともに黒のアサシン探索に従事する。
アヴィ・ディケイル
声 - 小林竜之
トゥリファスに駐在していた、ユグドミレニア派の魔術師。召喚術を専門としており、カウレスの見通しによると黒の陣営のマスター候補であった。ミレニア城塞の警備用低級悪霊のメンテナンスを担当していたが、自宅を襲撃してきた黒のアサシンの拷問に耐え切れず城塞の警戒解除暗号を吐かされ、用済みとして殺害された。
ツークツワンク
ユグドミレニアに属するダーニック直隷の暗殺者部隊。聖杯大戦の外部からの介入を捜査し、場合によってはそれの排除を役割とする。エインスカヤという魔術師の家系に連なる魔術師10人で構成され、一つの魔術回路を、司令塔となる「王（キング）」と呼ばれる人物と、それ以外の「ポーン」と呼ばれる9人の魔術師で分割して所持している。個人の魔術師としての力量は高くないが、その戦歴から戦闘技術は高い。玲霞の暗殺を決行するものの黒のアサシンによって尽く返り討ちにあい、唯一残った「王」も玲霞の奇策によって殺害された。

### 魔術協会時計塔
ロード・エルメロイII世（Lord El-Melloi II）
声 - 浪川大輔
時計塔の講師。本名はウェイバー・ベルベット。フリーランスの魔術師を雇うことを提案し、ロッコと派遣する人材の選出に当たる。
アヴェンジャーを召喚した結果である『Zero』の世界に登場したキャラクターでは唯一該当の時代まで存命が確認されているマスターだが、この世界では冬木における第四次聖杯戦争は発生していないため、彼もまた第四次聖杯戦争には参加していない。しかし亜種聖杯戦争には参加した事があり、その際に召喚したサーヴァントの触媒を今でも所持している。第三次聖杯戦争でルーラーを召喚した結果として存在するこの世界においても、彼が過去に召喚したサーヴァントは『Zero』のライダーと思しき描写がなされている。さらに同様にケイネスはソラウが関わる形で酷い最期を迎えたらしく、ウェイバーがライネスに世話を焼きつつ懐かれる日々となっているという。詳細は「ロード・エルメロイII世の事件簿#主人公とその関係者」・「Fate/Zero#ウェイバー・ベルベット」を参照。
ロッコ・ベルフェバン
声 - 麻生智久
召喚科学部長を五十年以上務めている老人。今度の聖杯大戦対策の中心を担い、獅子劫に参加を依頼する。
フラット・エスカルドス
声 - 松岡禎丞
ロード・エルメロイII世の弟子である青年。
『Fate/strange Fake』ではマスターの一人として登場している。詳細はFate/strange Fake#フラット・エスカルドスを参照。

### その他の人物
セルジュ
声 - 中博史
トゥリファス近辺の集落に住む中年男性。一人暮らしで農家を営んでいる。息子が一人いたが、今は故郷を離れて一人暮らしをしている。ジャンヌと行き先がまだ定まっていないホムンクルスを保護し、寝食を提供する。
ユスティーツァ・リズライヒ・フォン・アインツベルン
声 - 小林沙苗
冬木市で聖杯戦争が始まる契機となった人物。
シリーズ作品において回想や疑似人格として登場するが、本人の直接的な登場はない。
フィン・マックール
アニメ版の回想内にて、冬木の第三次聖杯戦争でダーニックが召喚したサーヴァント。一瞬だけの登場のみでセリフはなし。『Fate/Zero』でランサーの回想にした人物と同一の存在だが、こちらは若い頃の姿であるため外見が大きく異なっている。ちなみに史実で語られている容姿に近いのもこちらの方。
詳しい関係は不明だが、ドイツ軍と手を組んでアインツベルンと間桐を壊滅させた後大聖杯を強奪した事がうかがえる。
元々は当時の聖杯戦争時、ダーニックがサーヴァントを連れていないのは格好がつかないという理由から急遽設定された。他には「ベオウルフ」と「トリスタン」が候補として挙がっていたという。

### 英霊たちの過去に関わる人物
ジル・ド・レェ
声 - 鶴岡聡
英仏百年戦争で活躍したフランス陸軍元帥にして、生前のジャンヌの盟友。ジャンヌに揺さぶりをかける目的で、赤のキャスターによって召喚された。
『Zero』ではキャスターのサーヴァントとして登場しているが、本作では生前に近い外見をしている。詳細はFate/Zero#キャスターを参照。
ピエール・コーション
司教の老人にして、イングランドの命によって生前のジャンヌを火刑に処したフランスの異端尋問官。
『Grand Order』では史実における火刑の三日後に、ジャンヌ(オルタ)が現れた恐怖の余り神に祈る事も忘れ、魔女へと貶めた彼女に情けなく命乞いをするが、その様を嘲笑われた上に容赦なく火を放たれ、そのまま灰も残さずに焼殺された。
アーサー王
声 - 川澄綾子
ブリテンの救国の英雄。赤のセイバーと因縁深い人物で、彼女の回想に登場する。カムランの丘でモードレッドと激突し、これを討ち取るが自らも重傷を負った。赤のセイバーは、実子である自分を王として認めず疎ましく思っていると考えていたが、アーサーは彼女に王の器がないと考えていたに過ぎなかったのが真実であった。
『stay night』のセイバーその人であり、『Character material』に記述されているカムランの戦いの設定と、およそ一致する。詳細はFate/stay night#ストーリーを参照。
モルガン
声 - 遠藤綾
赤のセイバーの生母で、アーサー王の姉。同じく彼女の回想に登場する。アーサー王を憎悪し、その国を崩壊させるべく赤のセイバーをキャメロットへと送り込むなど暗躍する。赤のセイバー本人からは嫌悪を含む複雑な感情を抱かれており、似た雰囲気の赤のアサシンを忌み嫌う原因にもなっている。
『Grand Order』にてルーラークラスとバーサーカークラスのサーヴァントとして登場するが、回想における彼女は前者に近く、後者はこのモルガンから記憶と名前・容姿を移し与えられたパラレルワールドの別人という位置づけである。
ヴィクター・フランケンシュタイン
黒のバーサーカーを造り出したとされる科学者。彼女の真名は彼に由来している。赤のキャスターが生み出した幻影として登場。完璧な人間としてフランケンシュタインを創造するも、欠陥を有する彼女を忌み嫌って逃亡し、悲劇的な末路を迎えた。

### 本編未登場キャラクター
以下は『Fate/complete material IV Extra material』に設定のみ載っていたサーヴァントで、本編には登場していない。
ランサー / 武蔵坊弁慶
設定 - 三輪清宗 / デザイン - 寺田克也
厳めしい姿をした僧兵。源義経に仕え、主のために立ったまま死んだとされる。
実は弁慶本人ではなく、本来の真名は常陸坊海尊。弁慶と同じ義経の郎党であったが、衣川の合戦で怖じ気づき逃げてしまった。そのことを恥じた海尊は修行をして不死の仙人となり、弁慶の勇名を語り継ぐために彼を演じている。外見から厳格そうな人物にみえるが、時折表にでる海尊本人の人格はおどけたひょうきん者。
マスターの身体能力を強化する「くろがねの傅」、敵の魔術を封じ込める「怨霊調伏」、対象が逆らうことの出来ない存在が命令した「宝具を使うな」という命令書をその場で偽造する「白紙の勧進帳」など、多数の強力なスキルを保有する。
宝具は、対戦相手の英雄の宝具を七ツ道具の8つめとして奪い取る「八ツ道具」、空間を切り取ることで荒法師の分身を作り出す「弁慶仏」、遊行聖の大群を呼び出すことでその場にいるものを強制的に浄土へと押し流し成仏させる「五百羅漢補陀落渡海（ごひゃくらかんふだらくとかい）」の3つ。

アーチャー / ダビデ
設定 - 星空めてお / デザイン - ギンカ
旧約聖書に登場する古代イスラエルの王。神を第一とし、常に涼やかで冷静。状況を冷静に分析し、リアリスト気質だが、他者に対しては「誰しも神に与えられた価値がある」として敬意をもって接する。ナイスバディーな女性に弱く、二言目には「妻に迎えたい」と言う。竪琴の名手だが、踊りの才能が皆無で、両方とも同じくらい大好き。
キリストの祖としての「神性」やイスラエルの王としての「カリスマ」などのスキルを保有している。
宝具は、巨人ゴリアテを打ち倒した投石機「五つの石（ハメシュ・アヴァニム）」、旧約聖書・民数記に記述される「神の命令によって燃え上がった、明るく輝く、もっともあつい熱をおびた火焔」である「燔祭の火焔（サクリファイス）」、モーゼが授かった十戒が刻まれた石板を収めた木箱である「契約の箱（アーク）」の3つ。

ライダー / ゲオルギウス
設定 - 茗荷屋甚六 / デザイン - 中央東口
キリスト教の聖人。高潔な人物で、弱者を労り誰に対しても優しい。どんな人物でも過ちを犯すからこそ努力できると考えている。旅行好きであり、現代ではカメラがお気に入り。
魔術師殺しとも称されるAランクの「対魔力」、他者を守る際に防御力が上昇する「守護騎士」、精神面への干渉を無効化する「殉教者の魂」など防御系のスキルを多く持つ。
宝具は、いかなる敵からも守る無敵の剣「力屠る祝福の剣（アスカロン）」、対象に一時的に竜属性を付加する「汝は竜なり（アヴィスス・ドラコーニス）」、竜種に対して大ダメージを与える「竜殺し（インテルフェクトゥム・ドラーコーネース）」、跨がった者を無敵にする魔法の白馬「幻影戦馬（ベイヤード）」の4つ。

バーサーカー / 坂田金時
設定 - 鋼屋ジン / デザイン - 本庄雷太
「金太郎」の幼名でも知られる、頼光四天王の一人。暴れん坊で傍若無人だが、情に厚い正義漢でもある。特に母子に優しく、子供達のヒーローであろうとしている。精神年齢は小学生並みで、召喚されてすぐに俗世に染まった。派手好きで光るものが大好き。口癖は「ゴールド」、「ゴールデン」。生前の経験と、精神年齢の幼さから色恋沙汰が苦手。
「狂化」はEランクと低く、平常時は狂化の恩恵を受けないが、ダメージを負うごとに幸運判定があり、それに失敗すると幸運と魔力を除くステータスが上昇し、暴走状態となる。この時肉体が真っ赤になる。言葉を持たない動物と会話する「動物会話」のスキルを持つが、複雑なニュアンスは伝わらない。だが精神構造が動物と近いせいか、不思議と意気投合してしまう。雷神の子という出自から「神性」のスキルを持つが、母親が人食いの山姥なのでランクは低い。雷神をルーツとする英霊の攻撃に稀に耐性を発揮する。
宝具は、雷神の力を宿す巨大なマサカリ「黄金喰い（ゴールデンイーター）」。雷を込めたカートリッジが15発装填されており、その爆発で威力を高める。さらに「黄金喰い」からカートリッジ3発分を使用することで、雷を放出して周囲の敵を薙ぎ払う対軍宝具としての使用法「黄金衝撃（ゴールデンスパーク）」もある。なお、これらの宝具の形状や名称は真名開放の対象でありながら、本来の真名ではない可能性が『Fate/Grand Order』にて示唆されている。

## 既刊一覧

### 小説

#### TYPE-MOON BOOKS版
- 『Fate/Apocrypha』 TYPE-MOON〈TYPE-MOON BOOKS〉、全5巻
  1. 「外典：聖杯大戦」2012年12月29日初版発行（12月31日発売）
  2. 「黒の輪舞 / 赤の祭典」2013年8月16日初版発行（同日発売）
  3. 「聖人の凱旋」2013年12月29日初版発行（12月31日発売）
  4. 「熾天の杯」2014年5月30日初版発行（同日発売）
  5. 「邪竜と聖女」2014年12月28日初版発行（12月30日発売）

#### 角川文庫版
- 『Fate/Apocrypha』 KADOKAWA〈角川文庫〉、全5巻
  1. 「外典：聖杯大戦」2019年9月25日初版発行（9月21日発売[6]）、ISBN 978-4-04-108534-9
  2. 「黒の輪舞 / 赤の祭典」2019年11月25日初版発行（11月21日発売[7]）、ISBN 978-4-04-108535-6
  3. 「聖人の凱旋」2020年1月25日初版発行（1月23日発売[8]）、ISBN 978-4-04-108536-3
  4. 「熾天の杯」2020年2月25日初版発行（2月21日発売[9]）、ISBN 978-4-04-108537-0
  5. 「邪竜と聖女」2020年3月25日初版発行（3月24日発売[10]）、ISBN 978-4-04-108538-7

### 漫画
『月刊コンプエース』（KADOKAWA）2016年8月号より2024年6月号まで連載。作画は石田あきら。
- TYPE-MOON・東出祐一郎（原作）、近衛乙嗣（キャラクター原案）、石田あきら（作画）『Fate/Apocrypha』KADOKAWA〈角川コミック・エース〉、全16巻
  1. 2016年8月26日初版発行（同日発売[13]）、ISBN 978-4-04-104684-5
  2. 2017年1月26日初版発行（同日発売[14]）、ISBN 978-4-04-105220-4
  3. 2017年6月26日初版発行（6月24日発売[15]）、ISBN 978-4-04-105765-0
  4. 2017年10月26日初版発行（10月24日発売[16]）、ISBN 978-4-04-106099-5
  5. 2018年1月26日初版発行（同日発売[17]）、ISBN 978-4-04-106487-0
  6. 2018年7月26日初版発行（同日発売[18]）、ISBN 978-4-04-107166-3
  7. 2019年2月26日初版発行（同日発売[19]）、ISBN 978-4-04-107811-2
  8. 2019年11月26日初版発行（同日発売[20]）、ISBN 978-4-04-108687-2
  9. 2020年10月26日初版発行（10月24日発売[21]）、ISBN 978-4-04-108690-2
  10. 2021年7月26日初版発行（同日発売[22]）、ISBN 978-4-04-111676-0
  11. 2021年9月25日初版発行（同日発売[23]）、ISBN 978-4-04-111677-7
  12. 2022年3月26日初版発行（同日発売[24]）、ISBN 978-4-04-111678-4
  13. 2022年9月26日初版発行（同日発売[25]）、ISBN 978-4-04-112945-6
  14. 2023年3月25日初版発行（同日発売[26]）、ISBN 978-4-04-112946-3
  15. 2023年10月26日初版発行（同日発売[27]）、ISBN 978-4-04-113945-5
  16. 2024年6月25日初版発売[28]、ISBN 978-4-04-113946-2

### 関連書籍
- 『Fate/Apocrypha material』 TYPE-MOON〈TYPE-MOON BOOKS〉、2015年8月14日発売
  - 本作の設定資料集。

## テレビアニメ
2017年7月から12月までTOKYO MXほかにて放送された。なお、サーヴァントの役名表記は当初は「陣営・クラス名」となっていたが、第13話以降は真名に変更されている。それに合わせて公式サイトのキャラクター紹介でも、第12話までに退場したサーヴァントを含めて真名での表記に変更となった。また、漫画版と同様に、『Fate/Grand Order』で設定が定まったキャラクターが回想シーンなどで一部登場している。

### スタッフ
- 原作 - 東出祐一郎 / TYPE-MOON[3]
- キャラクター原案 - 近衛乙嗣[3]
- 監督 - 浅井義之[3]
- シリーズ構成 - 東出祐一郎[3]
- キャラクターデザイン - 山田有慶[3]
- サブキャラクターデザイン - 須藤智子[3]
- プロップデザイン - 田中一真、伊藤公規[4][4]
- モンスターデザイン - 蛯名秀和[4]
- アクションディレクター - 榎戸駿、坂詰嵩仁[4]
- 美術監督 - 井上一宏[4]
- 美術設定 - 須江信人[4]
- 色彩設計 - 茂木孝浩、土居真紀子[4]
- CGディレクター - 中島宏[4]
- 撮影監督 - 岡崎正春[4]
- 編集 - 高橋歩[4]
- 音響監督 - 岩浪美和[3]
- 音響制作 - HALF H・P STUDIO[4]
- 音楽 - 横山克[3]
- 音楽プロデューサー - 岩﨑充穂
- プロデューサー - 黒﨑静佳、塩谷佳之、大和田智之
- アニメーションプロデューサー - 藤田祥雄
- アニメーション制作 - A-1 Pictures[3]
- 製作 - アニプレックス、ノーツ、TOKYO MX、BS11

### 主題歌
オープニングテーマ
「英雄 運命の詩（うた）」（第1話 - 第12.5話）
作詞・作曲・編曲 – ryo / 歌 - EGOIST
第1話、第12.5話ではエンディング位置で使用。
「ASH」（第13話 - 第24話）
作詞 – マオ / 作曲 – 御恵明希 / 編曲 – 江口亮 / 歌 – LiSA

エンディングテーマ
「Désir」（第2話 - 第12話、第25話）
作詞 – メイリア / 作曲 – toku / 編曲・歌 - GARNiDELiA
「KOE」（第13話 - 第24話）
作詞・作曲・編曲 - Saku / 歌 - ASCA

### 各話リスト
| 話数     | サブタイトル           | 脚本                                 | 絵コンテ                             | 演出                                 | 作画監督 | 総作画監督                           |
| -------- | ---------------------- | ------------------------------------ | ------------------------------------ | ------------------------------------ | --- | ------------------------------------ |
| 第1話    | 外典:聖杯大戦          | 東出祐一郎                           | 浅井義之                             | 浅井義之                             | 須藤智子、蛯名秀和 | 山田有慶                             |
| 第2話    | 聖女の出立             | 東出祐一郎                           | 浅井義之                             | 平野宏樹                             | 徳岡紘平 伊藤公規 | 山田有慶                             |
| 第3話    | 歩き出す運命           | 小太刀右京                           | 熨斗谷充孝                           | 熨斗谷充孝                           | 鈴木豪 辻佐智子 | 須藤智子                             |
| 第4話    | 生の代償、死の贖い     | 東出祐一郎                           | 宮尾佳和                             | 町谷俊輔                             | 河野敏弥 西口智也 | 蛯名秀和                             |
| 第5話    | 天の声                 | 東出祐一郎                           | 五十嵐卓哉                           | 松林唯人                             | 古住千秋 臼井里江 | 伊藤公規                             |
| 第6話    | 叛逆の騎士             | 小太刀右京                           | 入江泰浩                             | 青柳宏宜                             | 徳岡絋平 木村行隆 | 山田有慶                             |
| 第7話    | 自由の在処             | 三輪清宗                             | 浅井義之                             | 長山延好                             | 斉藤千恵 竹内忠 吉田美和 | 須藤智子                             |
| 第8話    | 開戦の狼煙             | 小太刀右京                           | 平野宏樹                             | 平野宏樹                             | 辻佐智子 鈴木豪 斎藤大輔 | 蛯名秀和                             |
| 第9話    | 百の焔と百の華         | 小太刀右京                           | 森大貴                               | 森大貴                               | 河野敏弥 西口智也 山村俊了 宮下雄次 伊藤公規 西村真理子 みうらたけひろ                                                        | 伊藤公規                             |
| 第10話   | 花と散る               | 関根アユミ                           | 小島正幸                             | 小野渉                               | 菊池貴行 朝岡卓矢 重松晋一 | 山田有慶                             |
| 第11話   | 永遠の輝き             | 三輪清宗                             | 松林唯人                             | 松林唯人                             | 古住千秋 臼井里江 山崎浩平 栗西祐輔 野間聡司 みうらたけひろ 武佐友紀子                                                        | 須藤智子                             |
| 第12話   | 聖人の凱旋             | 三輪清宗                             | 浅井義之 榎戸駿 平野宏樹             | 平野宏樹                             | 廣江啓輔 木村行隆 斎藤美香 中井江巳 浜友里恵 高橋和也 河野敏弥 山崎浩平 菊地貴行 栗西祐輔                                     | 蛯名秀和                             |
| 第12.5話 | 聖杯大戦開幕編         | 東久保栄太・大海宏介（ディレクター） | 東久保栄太・大海宏介（ディレクター） | 東久保栄太・大海宏介（ディレクター） | 東久保栄太・大海宏介（ディレクター）                                                                                          | 東久保栄太・大海宏介（ディレクター） |
| 第13話   | 最後のマスター         | 東出祐一郎                           | 宮尾佳和                             | 浅見松雄                             | 田中一真 臼井里江 古住千秋 みうらたけひろ 栗西祐輔 野間聡司 小林理 蛯名秀和                                                   | 伊藤公親                             |
| 第14話   | 救世の祈り             | 小太刀右京                           | サトウ光敏                           | 西島圭祐                             | 辻早智子 山村俊了 河野敏弥 入江崇 栗田聡美 木村行隆 浜友里恵 山崎浩平 小林理                                                  | 山田有慶                             |
| 第15話   | 道は違えど             | 関根アユミ                           | 松林唯人                             | 嵯峨敏                               | 渡辺一平太 谷口繁則 今泉竜太 佐藤弘明 前場健次                                                                                | 須藤智子                             |
| 第16話   | ジャック・ザ・リッパー | 三輪清宗                             | 今泉賢一                             | 板庇迪                               | 古住千秋 臼井里江 原友樹 小林理 細澤光                                                                                        | 蛯名秀和                             |
| 第17話   | トロイメライ           | 東出祐一郎                           | 中山奈緒美                           | 仲野良                               | 廣江啓輔 浜友里恵 木村行隆 青野厚司 井上香織 西村真理子 山崎浩平 大原大 小林理                                                | 伊藤公規                             |
| 第18話   | フロム・ヘル           | 小太刀右京                           | 入江泰浩                             | 門間和弥                             | みうらたけひろ 野間聡司 栗西祐輔 小林理 高橋和也 山崎浩平 菊池貴行 菅振宇 川﨑玲奈                                            | 山田有慶                             |
| 第19話   | 終わりの朝             | 関根アユミ                           | 小島正幸                             | 小林孝志                             | 小畑賢 桐谷真咲 挽本敦子 小林優子 松下純子 服部益美 木下ゆうき                                                                | 須藤智子                             |
| 第19.5話 | 聖杯大戦動乱編         | 東久保栄太（ディレクター）           | 東久保栄太（ディレクター）           | 東久保栄太（ディレクター）           | 東久保栄太（ディレクター） | 東久保栄太（ディレクター）           |
| 第20話   | 空を駆ける             | 三輪清宗                             | 許平康                               | 山本恭平 浅見松雄 坂詰嵩仁           | 河野敏弥 辻早智子 蛯名秀和 普津澤時ヱ門 山崎浩平 山村俊了 菅振宇 山田有慶 細澤光                                              | 蛯名秀和                             |
| 第21話   | 天蠍一射               | 小太刀右京                           | 宮尾佳和                             | 西島圭祐                             | 古住千秋 臼井里江 廣江啓輔 木村行隆 小林理 早川麻美 原友樹 伊藤公規 河野敏弥 辻早智子 浜友里恵                                | 伊藤公規                             |
| 第22話   | 再会と別離             | 三輪清宗                             | 伍柏諭                               | 伍柏諭                               | 伍柏諭 浜友里恵 りお | -                                    |
| 第23話   | 彼方へと               | 東出祐一郎                           | 平川哲生 榎戸駿                      | 板庇迪                               | みうらたけひろ 野間聡司 栗西祐輔 田中一真 高橋和也 小林理 木村行隆 青野厚司 臼井里江 原友樹 浜友里恵                          | 須藤智子                             |
| 第24話   | 聖杯戦争               | 東出祐一郎                           | 西澤晋                               | 仲野良                               | 辻早智子 山村俊了 河野敏弥 山崎浩平 廣江啓輔 細澤光 菊池貴行 古住千秋 野間聡司 原友樹 臼井里江 早川麻美 普津澤時ヱ門 浜友里恵 | 蛯名秀和                             |
| 第25話   | Apocrypha              | 東出祐一郎                           | 浅井義之                             | 浅井義之 嵯峨敏                      | 田中一真 須藤智子 蛯名秀和 浜友里恵 廣江啓輔 古住千秋 普津澤時ヱ門 みうらたけひろ 高橋和也 河野敏弥 辻早智子 原友樹           | 山田有慶 伊藤公規                    |

### 放送局
| 放送期間                    | 放送時間                     | 放送局       | 対象地域   | 備考                             |
| --------------------------- | ---------------------------- | ------------ | ---------- | -------------------------------- |
| 2017年7月2日 - 12月31日     | 日曜 0:00 - 0:30（土曜深夜） | TOKYO MX     | 東京都     | 製作参加                         |
|                             |                              | とちぎテレビ | 栃木県     |                                  |
|                             |                              | 群馬テレビ   | 群馬県     |                                  |
|                             |                              | BS11         | 日本全域   | BS放送 / 『ANIME+』枠 / 製作参加 |
| 2017年7月5日 - 2018年1月7日 | 水曜 3:30 - 4:00（火曜深夜） | 毎日放送     | 近畿広域圏 | 『アニメ特区』第3部              |

インターネットでは、2017年7月3日よりNetflixにて月曜に独占配信されている。

### Blu-ray BOX
| 巻 | 発売日         | 収録話          | 規格品番       |
| -- | -------------- | --------------- | -------------- |
| I  | 2017年12月27日 | 第1話 - 第12話  | ANZX-14121〜6  |
| II | 2018年3月28日  | 第13話 - 第25話 | ANZX-14127〜32 |

### Webラジオ
Fate/Apocrypha Radio トゥリファス！
2017年6月23日から2018年3月30日まで、音泉およびテレビアニメ公式サイトにて毎週金曜に配信された番組。パーソナリティは赤のライダー役の古川慎と黒のライダー役の大久保瑠美。
Fate/Apocrypha　Radio トゥリファス！　リターンズ
2021年7月7日から音泉にて配信中の番組。

### 受賞歴
- ニュータイプアニメアワード2017
  - 脚本賞：東出祐一郎
  - 作品賞（テレビ放送）

| TOKYO MX・BS11ANIME+ 日曜 0:00 - 0:30（土曜深夜）枠 | TOKYO MX・BS11ANIME+ 日曜 0:00 - 0:30（土曜深夜）枠 | TOKYO MX・BS11ANIME+ 日曜 0:00 - 0:30（土曜深夜）枠 |
| 前番組                                              | 番組名                                              | 次番組                                              |
| --------------------------------------------------- | --------------------------------------------------- | --------------------------------------------------- |
| GRANBLUE FANTASY The Animation                      | Fate/Apocrypha                                      | 「カーニバル・ファンタズム」セレクション放送        |